# Ражабов, Артур Довлатжонович
Арту́р Давлатжо́нович Ража́бов (род. 28 апреля 1989, Ленинград) — российский кёрлингист. Мастер спорта России международного класса (2017, кёрлинг).

## Биография
Мастер спорта России Международного класса по кёрлингу.
Входит в сборную команду России и Санкт-Петербурга по кёрлингу.
Мастер спорта России по спортивной гимнастике.

## Достижения
- полуфиналист Чемпионата Европы 2017(Шотландия)
- участник Чемпионата мира (2015,2017,2018)
- участник Чемпионата Европы (2011,2014,2015,2016,2017,2019)
- Зимняя Универсиада: серебро (2015).
- Чемпионат России по кёрлингу среди мужчин: золото (2011, 2013, 2015, 2016, 2018, 2019, 2020, 2021, 2023, 2024, 2025), серебро (2012), бронза (2009, 2022).
- Кубок России по кёрлингу среди мужчин: золото (2017, 2021, 2023, 2024), серебро (2016, 2020), бронза (2011, 2018).
- Чемпионат России по кёрлингу среди смешанных команд: бронза (2010, 2019)
- победитель Кубка ФКР сезона 2010—2011.
- Кубок России по кёрлингу среди смешанных команд: золото (2022).
- В составе сборной Санкт-Петербурга серебряный призёр Всероссийских зимних молодёжных игр 2008 и бронзовый призер Всероссийской зимней спартакиады сильнейших 2023
- Суперлига: бронза 2024
- Первенство России: золото (2006,2007)